# IBU-Sommercup 2008
Der IBU-Sommercup 2008 wurde zwischen Juli und September 2008 auf vier Stationen in vier Ländern im Rollski-Biathlon ausgetragen. Es wurden sowohl Wettkämpfe für Männer als auch für Frauen durchgeführt.

## Ergebnisse Frauenwettbewerbe
| 1. IBU-Sommercup in Ostrow, 2. August 2008 – 3. August 2008 | 1. IBU-Sommercup in Ostrow, 2. August 2008 – 3. August 2008 | 1. IBU-Sommercup in Ostrow, 2. August 2008 – 3. August 2008 | 1. IBU-Sommercup in Ostrow, 2. August 2008 – 3. August 2008 | 1. IBU-Sommercup in Ostrow, 2. August 2008 – 3. August 2008 |
| ----------------------------------------------------------- | ----------------------------------------------------------- | ----------------------------------------------------------- | ----------------------------------------------------------- | ----------------------------------------------------------- |
| Datum                                                       | Disziplin                                                   | Erster Platz                                                | Zweiter Platz                                               | Dritter Platz                                               |
| 2. August 2008 (Sa.)                                        | 7,5 km Rollski-Sprint                                       | Jana Romanowa                                               | Nadeschda Tschastina                                        | Natalja Gusewa                                              |
| 3. August 2008 (So.)                                        | 10 km Rollski-Verfolgung                                    | Jana Romanowa                                               | Nadeschda Tschastina                                        | Natalja Gusewa                                              |

| 2. IBU-Sommercup in Otepää, 9. August 2008 – 10. August 2008 | 2. IBU-Sommercup in Otepää, 9. August 2008 – 10. August 2008 | 2. IBU-Sommercup in Otepää, 9. August 2008 – 10. August 2008 | 2. IBU-Sommercup in Otepää, 9. August 2008 – 10. August 2008 | 2. IBU-Sommercup in Otepää, 9. August 2008 – 10. August 2008 |
| ------------------------------------------------------------ | ------------------------------------------------------------ | ------------------------------------------------------------ | ------------------------------------------------------------ | ------------------------------------------------------------ |
| Datum                                                        | Disziplin                                                    | Erster Platz                                                 | Zweiter Platz                                                | Dritter Platz                                                |
| 9. August 2008 (Sa.)                                         | 7,5 km Rollski-Sprint                                        | Marija Kossinowa                                             | Jelena Dawgul                                                | Kadri Lehtla                                                 |
| 10. August 2008 (So.)                                        | 10 km Rollski-Verfolgung                                     | Marija Kossinowa                                             | Jelena Dawgul                                                | Marija Dudakowa                                              |

| 3. IBU-Sommercup in Östersund, 30. August 2008 – 31. August 2008 | 3. IBU-Sommercup in Östersund, 30. August 2008 – 31. August 2008 | 3. IBU-Sommercup in Östersund, 30. August 2008 – 31. August 2008 | 3. IBU-Sommercup in Östersund, 30. August 2008 – 31. August 2008 | 3. IBU-Sommercup in Östersund, 30. August 2008 – 31. August 2008 |
| ---------------------------------------------------------------- | ---------------------------------------------------------------- | ---------------------------------------------------------------- | ---------------------------------------------------------------- | ---------------------------------------------------------------- |
| Datum                                                            | Disziplin                                                        | Erster Platz                                                     | Zweiter Platz                                                    | Dritter Platz                                                    |
| 30. August 2008 (Sa.)                                            | 7,5 km Rollski-Sprint                                            | Jenny Jonsson                                                    | Helena Jonsson                                                   | Anna Maria Nilsson                                               |
| 31. August 2008 (So.)                                            | 10 km Rollski-Verfolgung                                         | Helena Jonsson                                                   | Anna Maria Nilsson                                               | Jenny Jonsson                                                    |

| 4. IBU-Sommercup in Predeal, 13. September 2008 – 14. September 2008 | 4. IBU-Sommercup in Predeal, 13. September 2008 – 14. September 2008 | 4. IBU-Sommercup in Predeal, 13. September 2008 – 14. September 2008 | 4. IBU-Sommercup in Predeal, 13. September 2008 – 14. September 2008 | 4. IBU-Sommercup in Predeal, 13. September 2008 – 14. September 2008 |
| -------------------------------------------------------------------- | -------------------------------------------------------------------- | -------------------------------------------------------------------- | -------------------------------------------------------------------- | -------------------------------------------------------------------- |
| Datum                                                                | Disziplin                                                            | Erster Platz                                                         | Zweiter Platz                                                        | Dritter Platz                                                        |
| 13. September 2008 (Sa.)                                             | 7,5 km Rollski-Sprint                                                | Mihaela Purdea                                                       | Éva Tófalvi                                                          | –                                                                    |
| 14. September 2008 (So.)                                             | 10 km Rollski-Verfolgung                                             | Mihaela Purdea                                                       | Emöke Szöcs                                                          | Éva Tófalvi                                                          |

## Ergebnisse Männerwettbewerbe
| 1. IBU-Sommercup in Ostrow, 2. August 2008 – 3. August 2008 | 1. IBU-Sommercup in Ostrow, 2. August 2008 – 3. August 2008 | 1. IBU-Sommercup in Ostrow, 2. August 2008 – 3. August 2008 | 1. IBU-Sommercup in Ostrow, 2. August 2008 – 3. August 2008 | 1. IBU-Sommercup in Ostrow, 2. August 2008 – 3. August 2008 |
| ----------------------------------------------------------- | ----------------------------------------------------------- | ----------------------------------------------------------- | ----------------------------------------------------------- | ----------------------------------------------------------- |
| Datum                                                       | Disziplin                                                   | Erster Platz                                                | Zweiter Platz                                               | Dritter Platz                                               |
| 2. August 2008 (Sa.)                                        | 10 km Rollski-Sprint                                        | Michail Kotschkin                                           | Wladimir Semakow                                            | Stanislaw Lukin                                             |
| 3. August 2008 (So.)                                        | 12,5 km Rollski-Verfolgung                                  | Michail Kotschkin                                           | Wladimir Semakow                                            | Wadsim Zwetau                                               |

| 2. IBU-Sommercup in Otepää, 9. August 2008 – 10. August 2008 | 2. IBU-Sommercup in Otepää, 9. August 2008 – 10. August 2008 | 2. IBU-Sommercup in Otepää, 9. August 2008 – 10. August 2008 | 2. IBU-Sommercup in Otepää, 9. August 2008 – 10. August 2008 | 2. IBU-Sommercup in Otepää, 9. August 2008 – 10. August 2008 |
| ------------------------------------------------------------ | ------------------------------------------------------------ | ------------------------------------------------------------ | ------------------------------------------------------------ | ------------------------------------------------------------ |
| Datum                                                        | Disziplin                                                    | Erster Platz                                                 | Zweiter Platz                                                | Dritter Platz                                                |
| 9. August 2008 (Sa.)                                         | 10 km Rollski-Sprint                                         | Michail Kotschkin                                            | Indrek Tobreluts                                             | Wassili Schetalin                                            |
| 10. August 2008 (So.)                                        | 12,5 km Rollski-Verfolgung                                   | Michail Kotschkin                                            | Priit Viks                                                   | Sergei Danilenko                                             |

| 3. IBU-Sommercup in Östersund, 30. August 2008 – 31. August 2008 | 3. IBU-Sommercup in Östersund, 30. August 2008 – 31. August 2008 | 3. IBU-Sommercup in Östersund, 30. August 2008 – 31. August 2008 | 3. IBU-Sommercup in Östersund, 30. August 2008 – 31. August 2008 | 3. IBU-Sommercup in Östersund, 30. August 2008 – 31. August 2008 |
| ---------------------------------------------------------------- | ---------------------------------------------------------------- | ---------------------------------------------------------------- | ---------------------------------------------------------------- | ---------------------------------------------------------------- |
| Datum                                                            | Disziplin                                                        | Erster Platz                                                     | Zweiter Platz                                                    | Dritter Platz                                                    |
| 30. August 2008 (Sa.)                                            | 7,5 km Rollski-Sprint                                            | Tim Burke                                                        | Marek Matiaško                                                   | Magnus Jonsson                                                   |
| 31. August 2008 (So.)                                            | 10 km Rollski-Verfolgung                                         | Magnus Jonsson                                                   | Mattias Nilsson                                                  | Tim Burke                                                        |

| 4. IBU-Sommercup in Predeal, 13. September 2008 – 14. September 2008 | 4. IBU-Sommercup in Predeal, 13. September 2008 – 14. September 2008 | 4. IBU-Sommercup in Predeal, 13. September 2008 – 14. September 2008 | 4. IBU-Sommercup in Predeal, 13. September 2008 – 14. September 2008 | 4. IBU-Sommercup in Predeal, 13. September 2008 – 14. September 2008 |
| -------------------------------------------------------------------- | -------------------------------------------------------------------- | -------------------------------------------------------------------- | -------------------------------------------------------------------- | -------------------------------------------------------------------- |
| Datum                                                                | Disziplin                                                            | Erster Platz                                                         | Zweiter Platz                                                        | Dritter Platz                                                        |
| 13. September 2008 (Sa.)                                             | 7,5 km Rollski-Sprint                                                | Krassimir Anew                                                       | Michail Kletscherow                                                  | –                                                                    |
| 14. September 2008 (So.)                                             | 10 km Rollski-Verfolgung                                             | Krassimir Anew                                                       | Michail Kletscherow                                                  | Wladimir Iliew                                                       |